# レーザー冷却
レーザー冷却（レーザーれいきゃく）とは、レーザー光を用いて、気体分子の温度を絶対零度近くまで冷却する方法のこと。おもに、単原子分子、もしくは単原子イオンに用いられる。

## 原理
ここでは主にレーザー冷却過程のうちおおむね数ケルビンから数ミリケルビンの領域で有効に働くドップラー冷却過程について説明する。

| 1   | 原子は、吸収波長と合致しない光を吸収しない。                                                                           |
| 2   | 運動している原子から見た光は、ドップラー効果により波長が変化する。                                                     |
| 3.1 | 変化後の波長が吸収波長と合致した場合、光を吸収する。                                                                   |
| 3.2 | 進行方向から到来する光を吸収した原子は、減速し、励起状態となる。                                                       |
| 3.3 | 励起された原子は、光を再放出する。この時、原子の運動量は変化するが、方向がランダムであるため、元通りの速度にはならない |

### ドップラー冷却
原子やイオンは光（電磁波）を吸収すると、光圧という力を光の進行方向へ受ける。ドップラー冷却過程ではこの光圧を利用する。
まず、冷却しようとしている物質は気化しているものとする。また、圧力は充分に低く、原子（イオン）同士の相互作用は無視できるくらい低い確率でしか起こらないものとする。ここで、冷却しようとしている原子の吸収波長よりも、やや長波長側に調節したレーザー光を照射したとする。
通常、原子（イオン）は運動しているため、原子から見た光の波長は、ドップラー効果により変化する。原子から見た進行方向を正面とすると、正面から向かって来る光の波長は原子から見て短くなり、後ろから照射される光の波長は長くなる。これにより、原子と正面衝突する光の波長は吸収波長により近づき、原子を追いかける光の波長は吸収波長から遠ざかることになる。こうして、原子は運動方向と反対向きの光圧を受け、原子（イオン）は減速する。これは三次元空間の各軸について同時に行なうことができ、全ての方向について、原子の運動量を減らす、すなわち冷却することができる。
なおレーザー光を吸収することで原子（イオン）の得たエネルギーは、原子を励起させたのち自然放射によって放出される。この際の放射は全方向にランダムに起こるため、その際の光圧は原子の平均速度には寄与しない。しかし、原子の温度すなわち運動エネルギーは原子の根二乗平均速度に比例し、これはこの自然放射により増大する。
ドップラー冷却過程で到達できる温度はドップラー効果由来の光圧のアンバランスによる冷却効果と、自然放射による加熱効果のつりあいで決まり、使用する原子（イオン）の吸収線の線幅に比例する。ナトリウム、ルビジウム等のアルカリ金属原子、水素、準安定希ガス原子についてはこの線幅はメガヘルツのオーダーであり、ドップラー冷却限界温度はミリケルビンのオーダーとなる。ストロンチウム等のアルカリ土類原子についてはキロヘルツのオーダーの吸収線が使用可能であり、その場合マイクロケルビンのオーダーとなる。

### 偏光勾配冷却
アルカリ金属原子等のように、レーザー冷却に用いる吸収線の下状態が角運動量を持つ場合、角運動量の差で顕れる偏光を光ポンピングによって分離することでさらなる冷却を可能とする。この方法は偏光勾配冷却、またはシシフォス冷却（名前はギリシャ神話に登場にするシシフォスに因む）と呼ばれる。クロード・コーエン＝タヌージによって開発され、この功績で1997年にノーベル賞を授与されている。過程ではドップラー冷却限界以下への冷却が可能である。この場合の冷却限界は光子反跳温度で与えられる。光子反跳温度は原子（イオン）が光を一回吸収あるいは放出する際の速度変化に対応する温度であり、大抵の場合マイクロケルビンかそれ以下である。このことから、偏光勾配冷却過程の冷却限界温度も数マイクロケルビン程度となる。

## 限界
ドップラー冷却過程、偏光勾配冷却過程を含むレーザー冷却が有効に働く大前提として原子（イオン）同士の相互作用が無視できるというものがある。より低温の状態では、原子同士を高密度で保持する必要があるため相互作用が無視できなくなり、レーザー冷却のみでは達成できない。
冷却により運動エネルギーを十分に失った原子は、ほぼ重力の効果だけで落下していく。磁性をもつ原子であれば磁気光学トラップを使って留めておくことができる。このときわずかにエネルギーが高くてトラップから離れた原子だけを赤外線放射で吹き飛ばす（蒸発させる）。温度とは個々の原子ではなく系をなす原子団の運動エネルギーの分布なので、わずかでも運動エネルギーの高い原子を系から分離すれば、結果として系はさらに冷却される。これを蒸発冷却といい、1995年にエリック・コーネル、カール・ワイマンによって開発された。これにより原子系でのボーズ＝アインシュタイン凝縮が初めて確認された。この功績でヴォルフガング・ケターレとともにノーベル賞を授与されている。開発されたルビジウム原子を用いた実験では約170ナノケルビンを達成している。

## 応用
極低温において巨視的な物体にも顕著に現われる量子性を研究するため、具体的にはボース＝アインシュタイン凝縮の研究や量子コンピュータの実験などに用いられる。